# Galeodes subsimilis
Galeodes subsimilis är en spindeldjursart som beskrevs av Roewer 1934. Galeodes subsimilis ingår i släktet Galeodes och familjen Galeodidae. Inga underarter finns listade i Catalogue of Life.